# Wyżnik (karta)

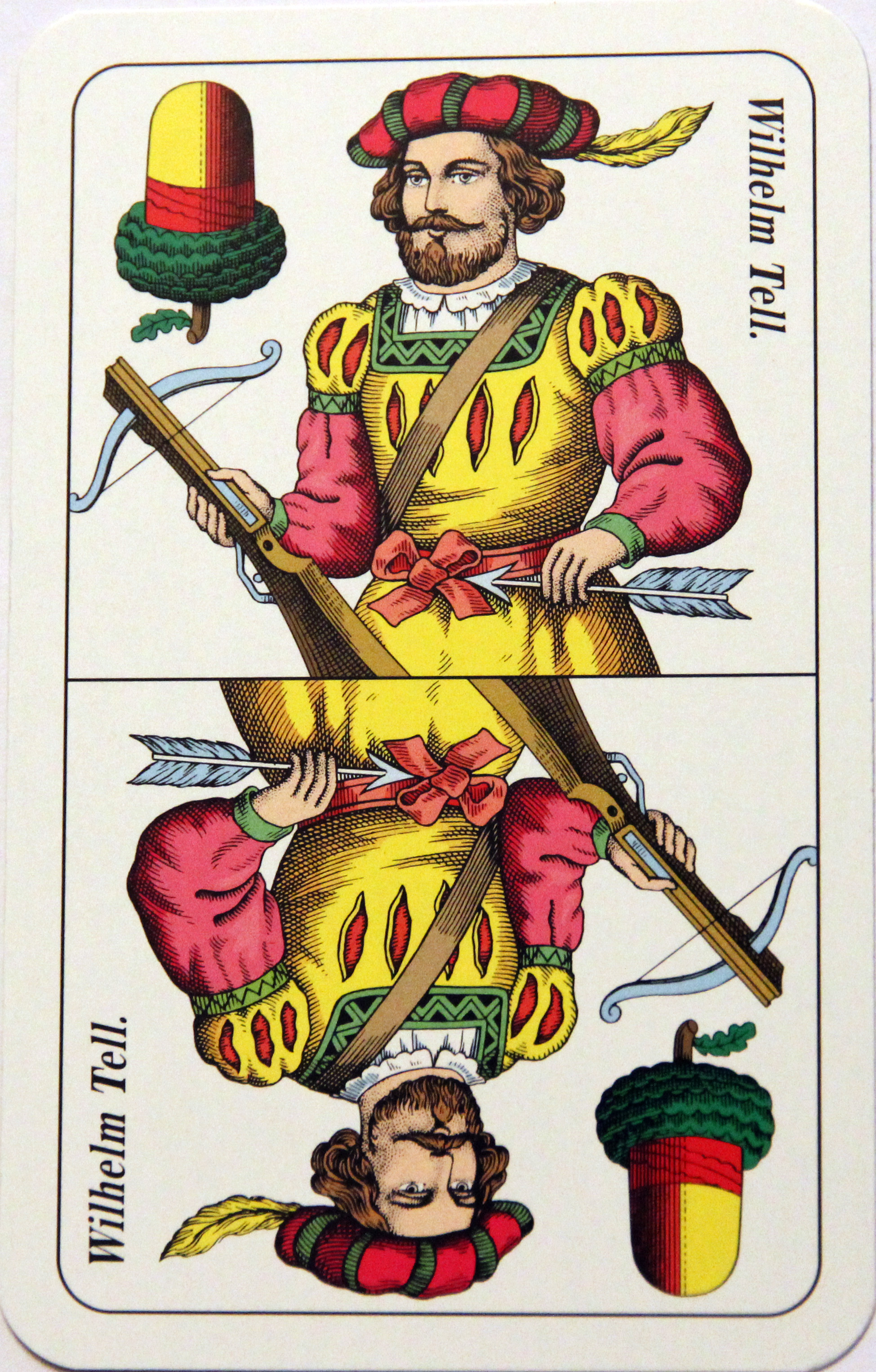
Wyżnik Żołędny

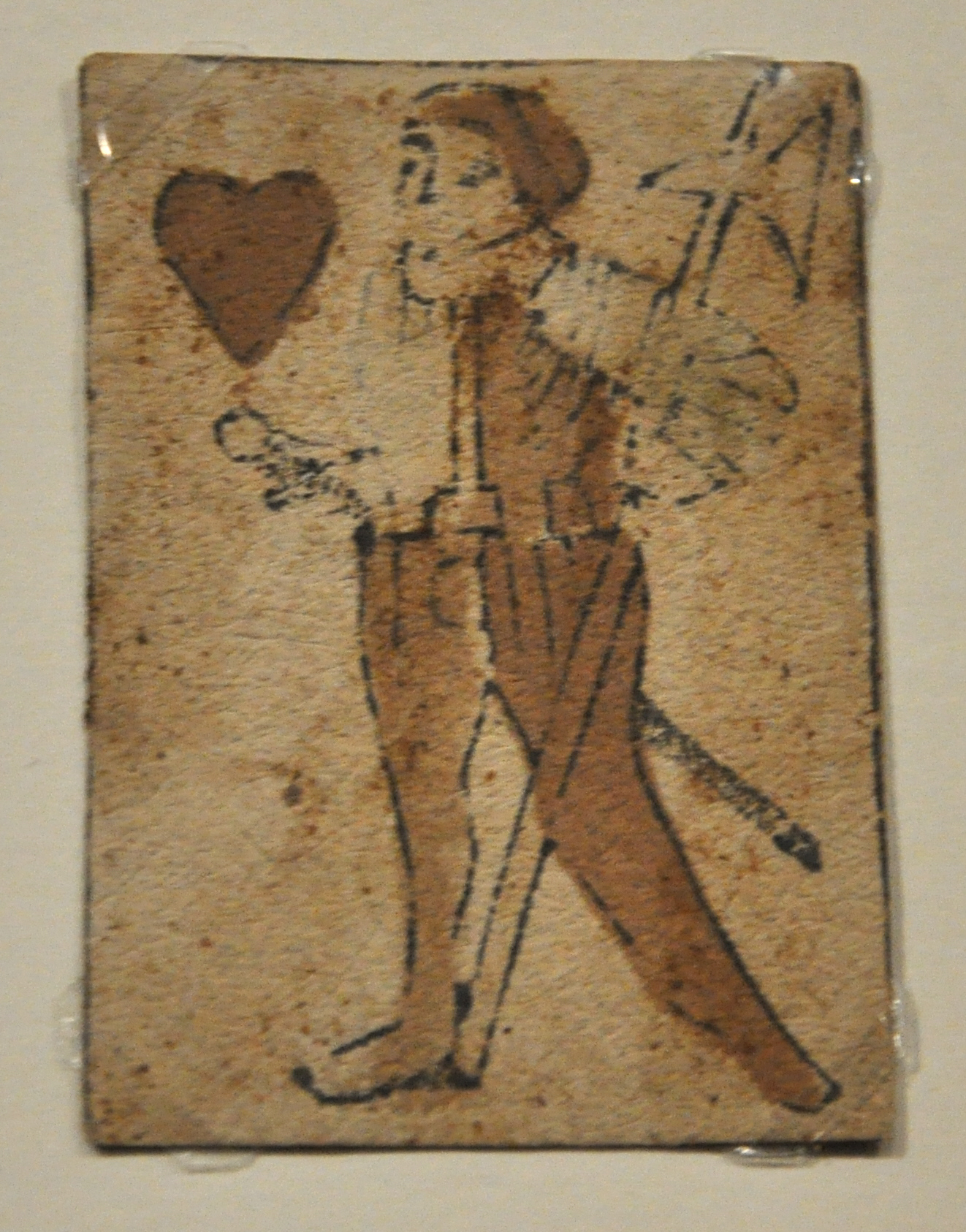
Wyżnik Czerwienny

Wyżnik, Ober – figura w talii kart polskich, kart niemieckich i kart szwajcarskich, odpowiednik damy z talii typu francuskiego. Karta na ogół trzecia co do starszeństwa po tuzie, kralce i królu. Starsza od niżnika. W mariaszu natomiast wyżnik kozerny (wyświęcony) zwany pamfilem jest najstarszą figurą.
Wyżnik przedstawiany jest najczęściej jako rycerz, oko koloru (żołędzie, wino, czerwień, dzwonki) umieszczone jest w lewym górnym rogu. W kartach niemieckich niekiedy pojawia się dodatkowa litera O od słowa Ober.

## Wygląd kart
Talia 48 kart niemieckich

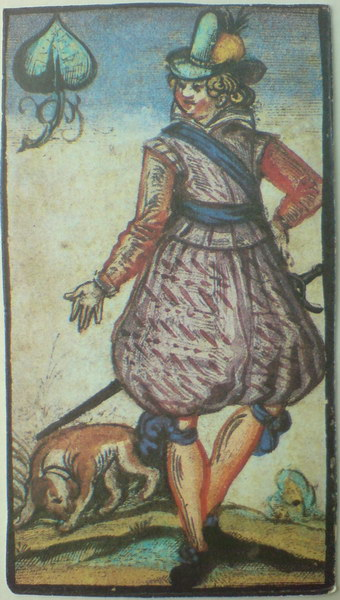
Wyżnik winny
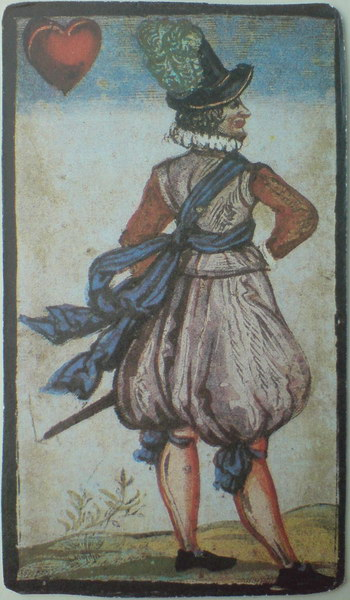
Wyżnik czerwienny
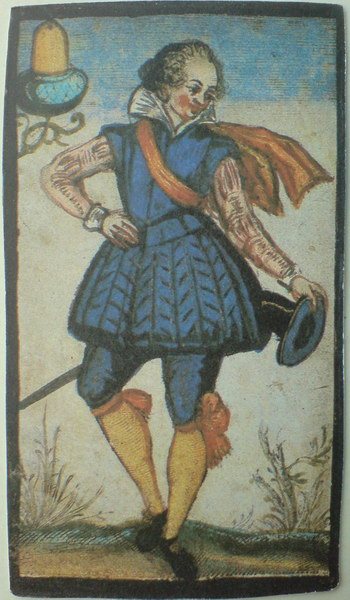
Wyżnik żołędny
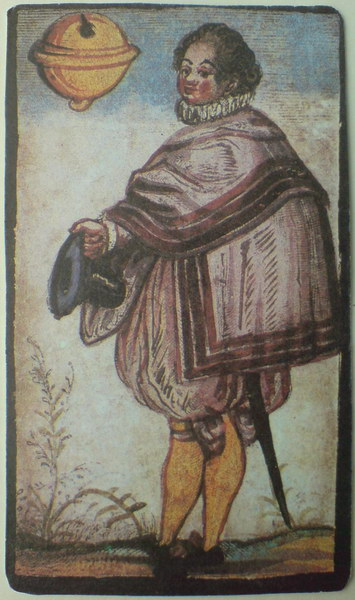
Wyżnik dzwonkowy

Jednohlave

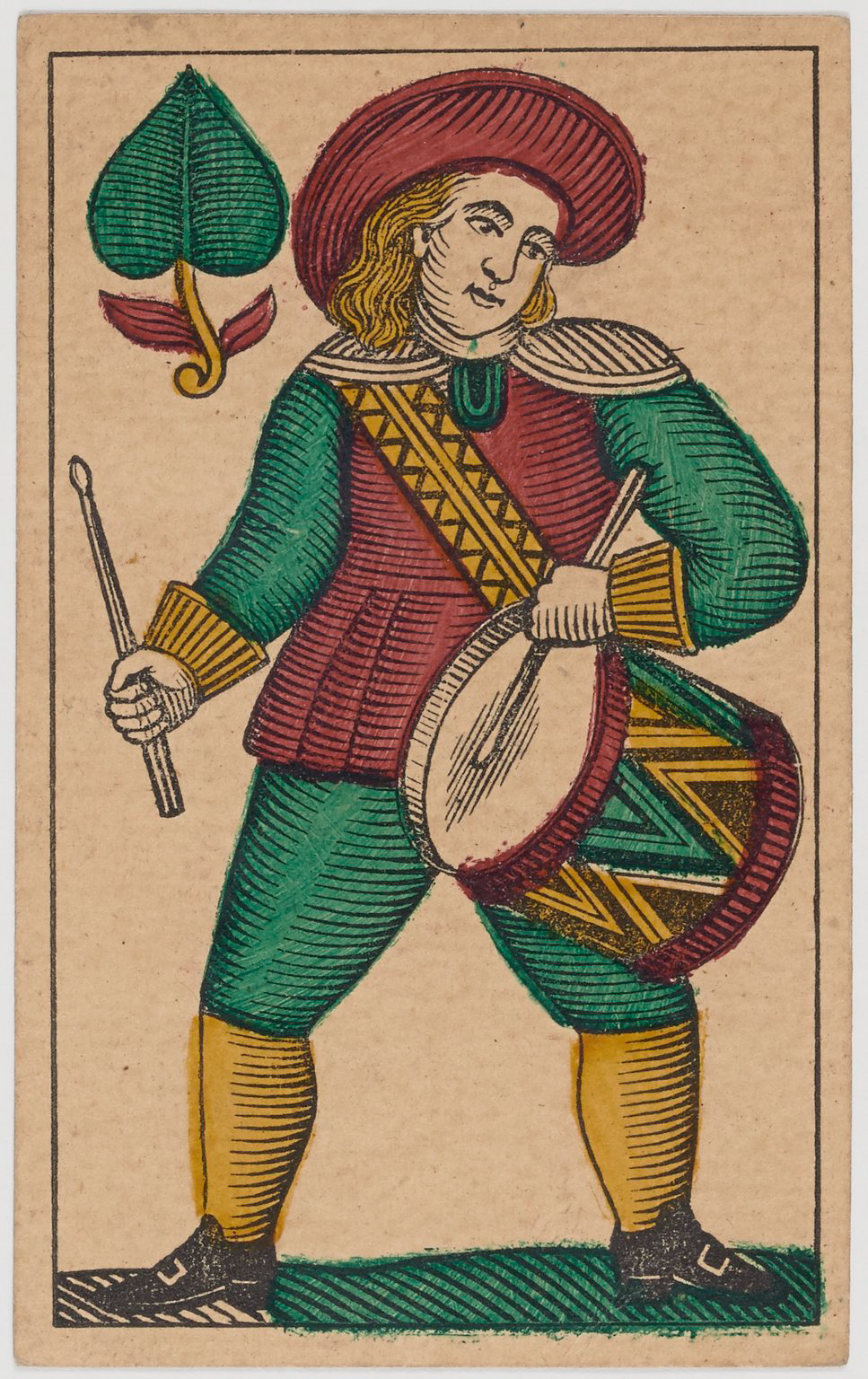
Wyżnik winny
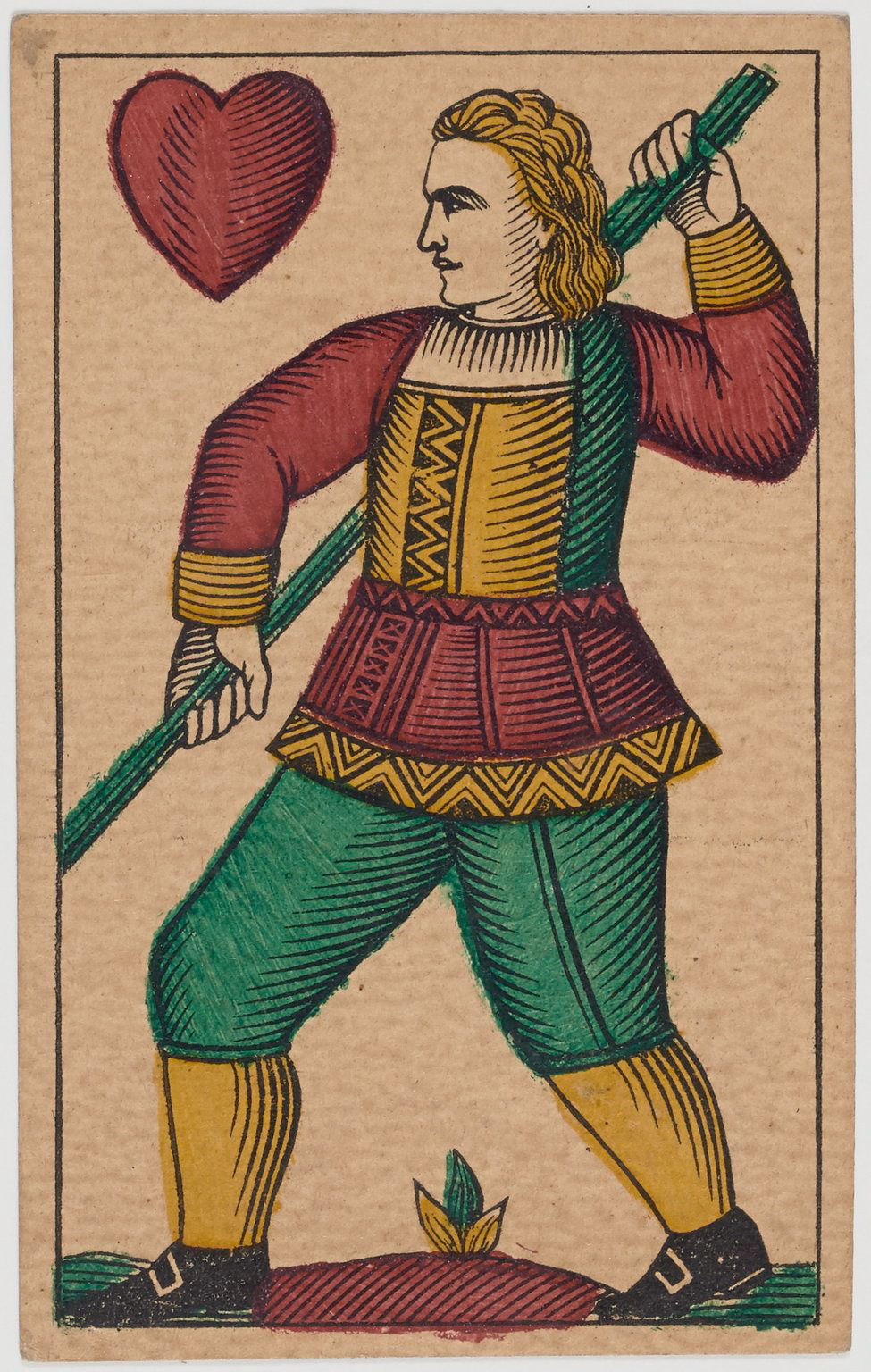
Wyżnik czerwienny
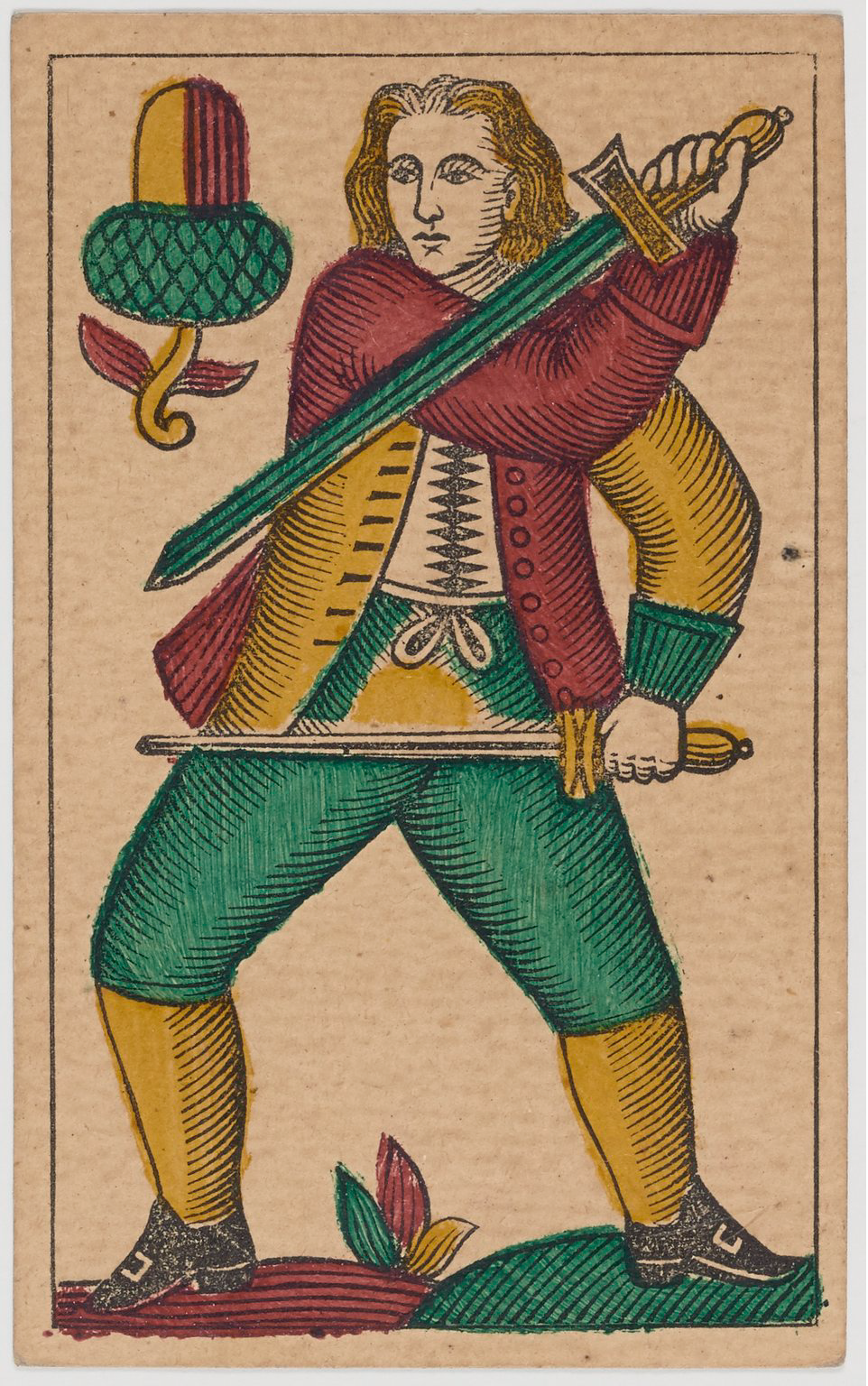
Wyżnik żołędny
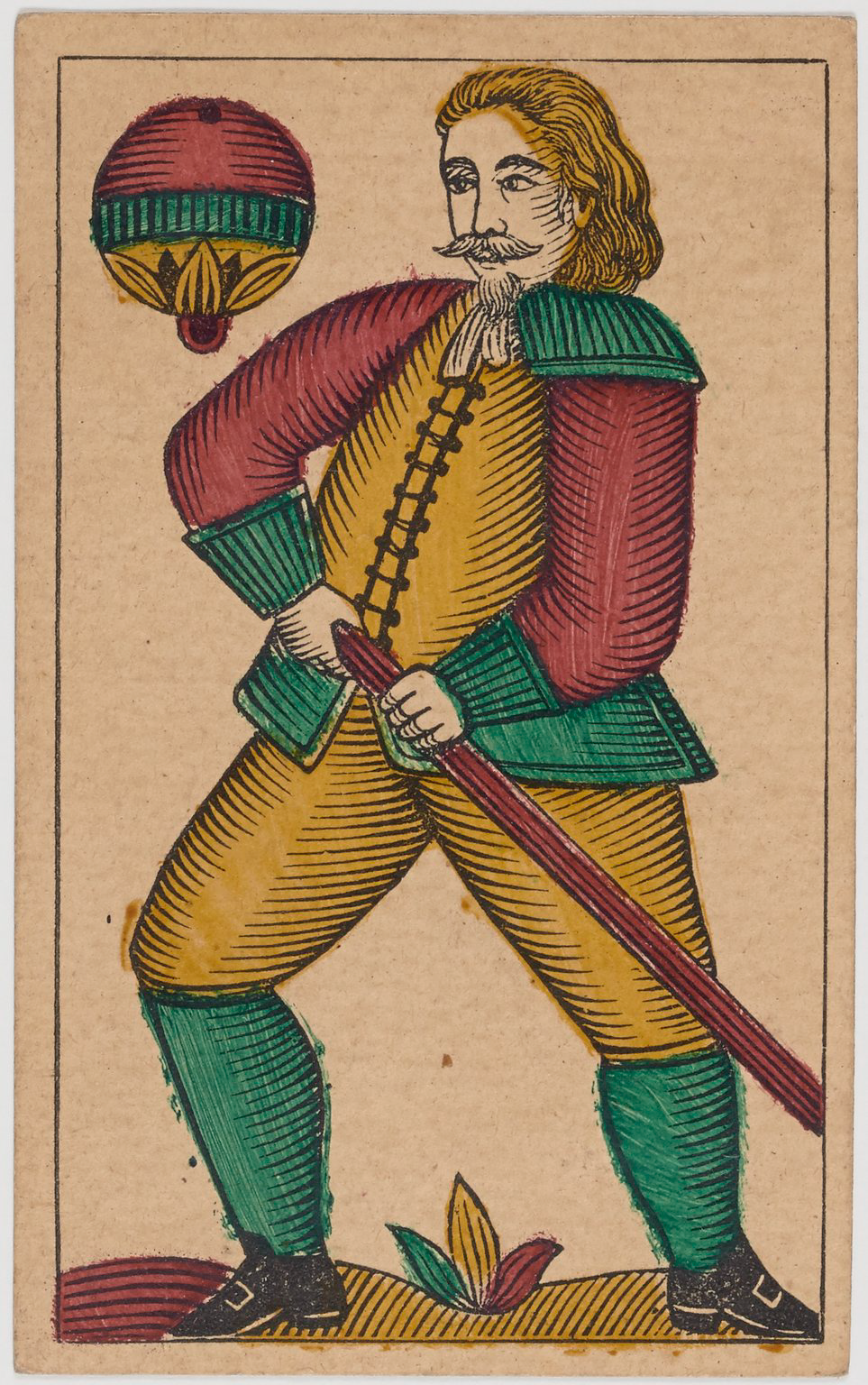
Wyżnik dzwonkowy

Wzór bawarski

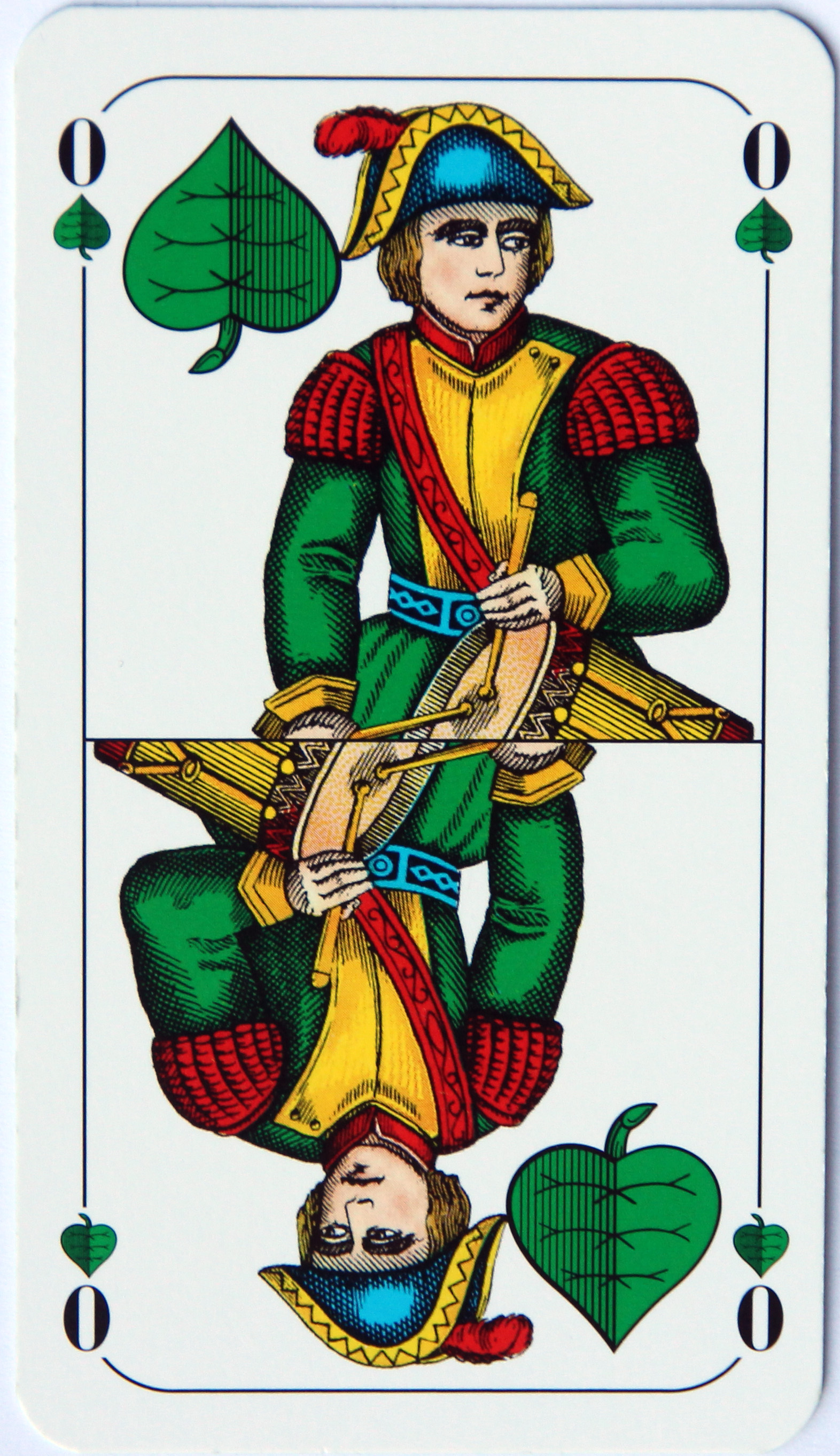
Wyżnik winny
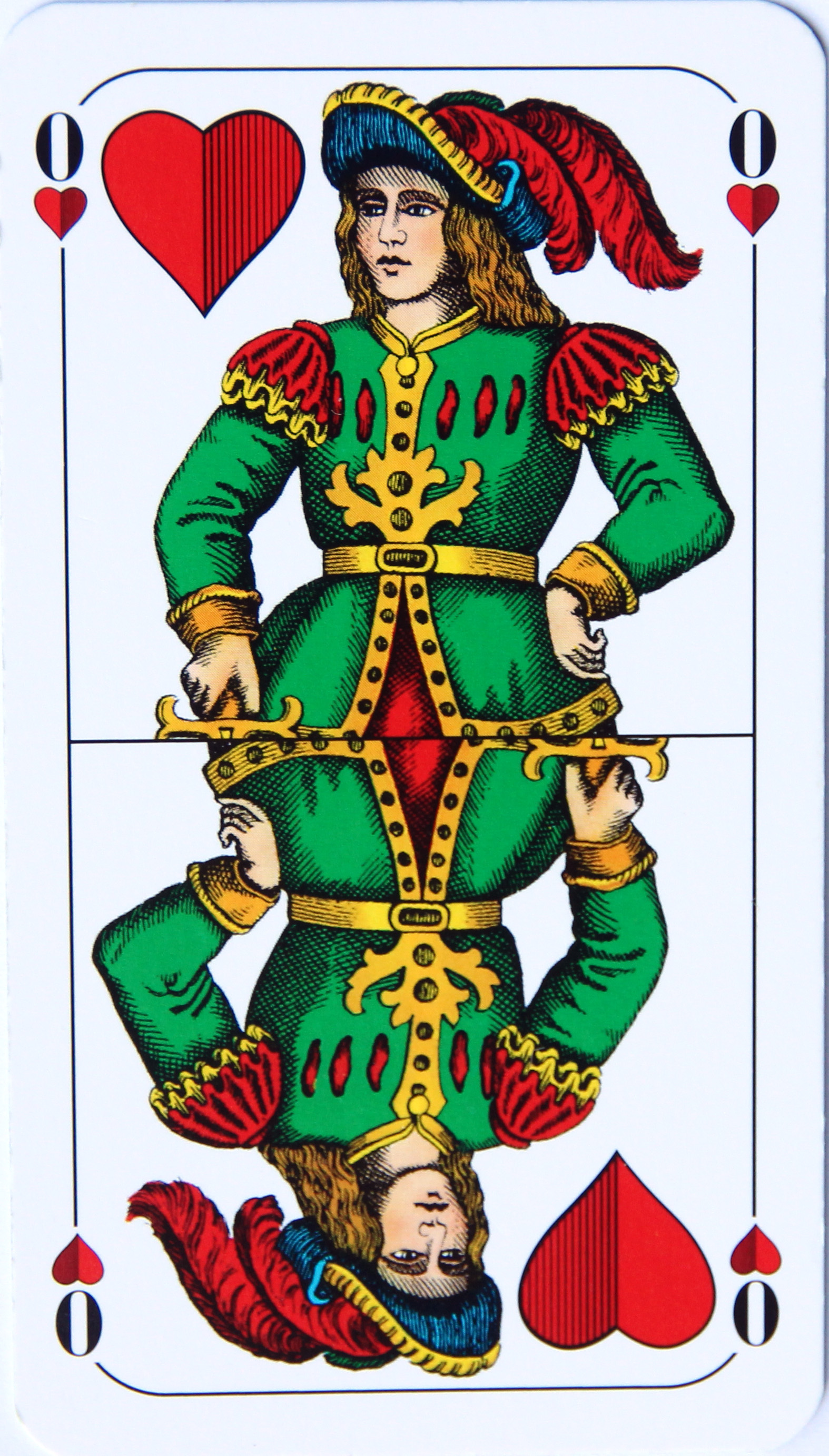
Wyżnik czerwienny
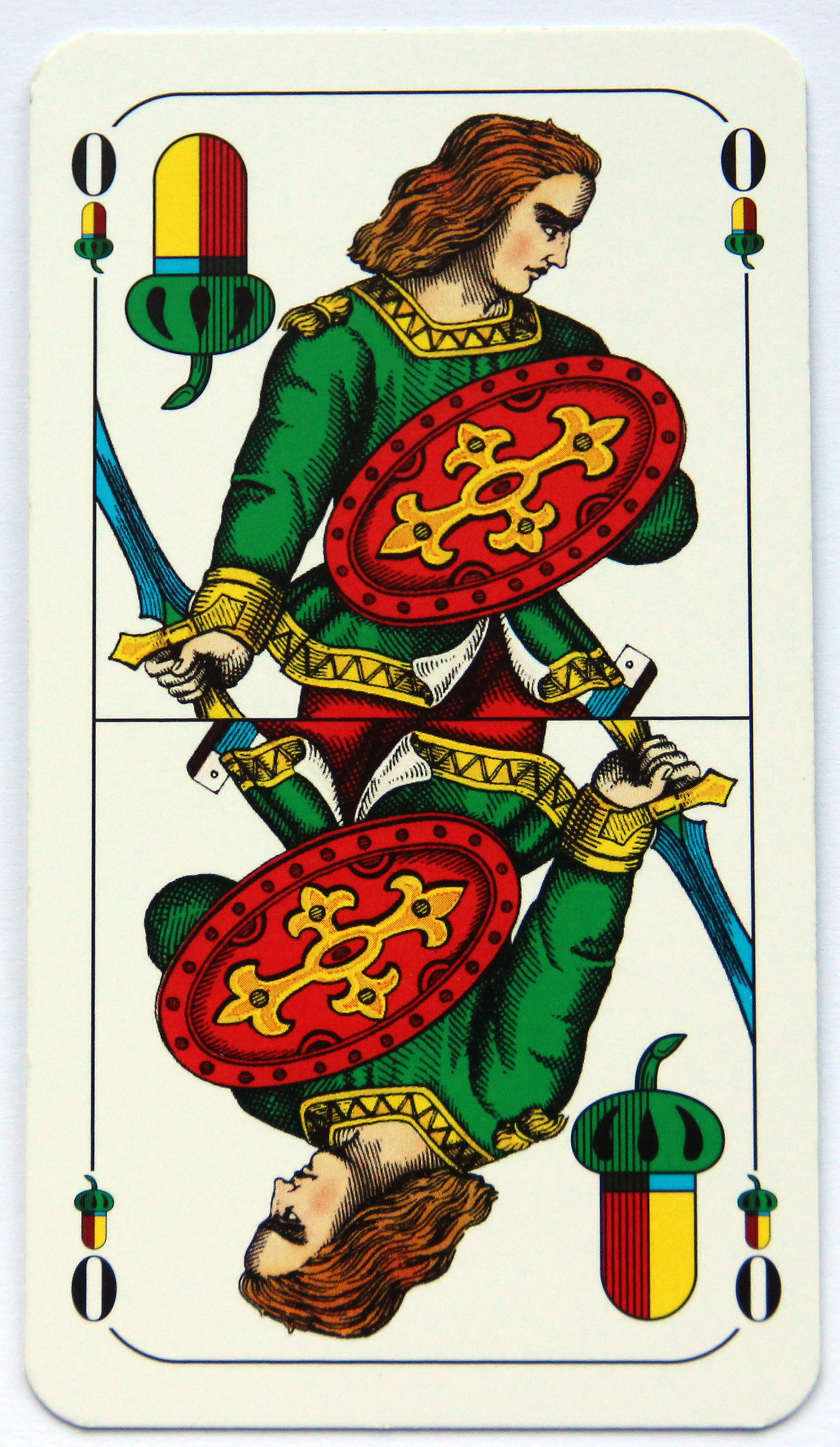
Wyżnik żołędny
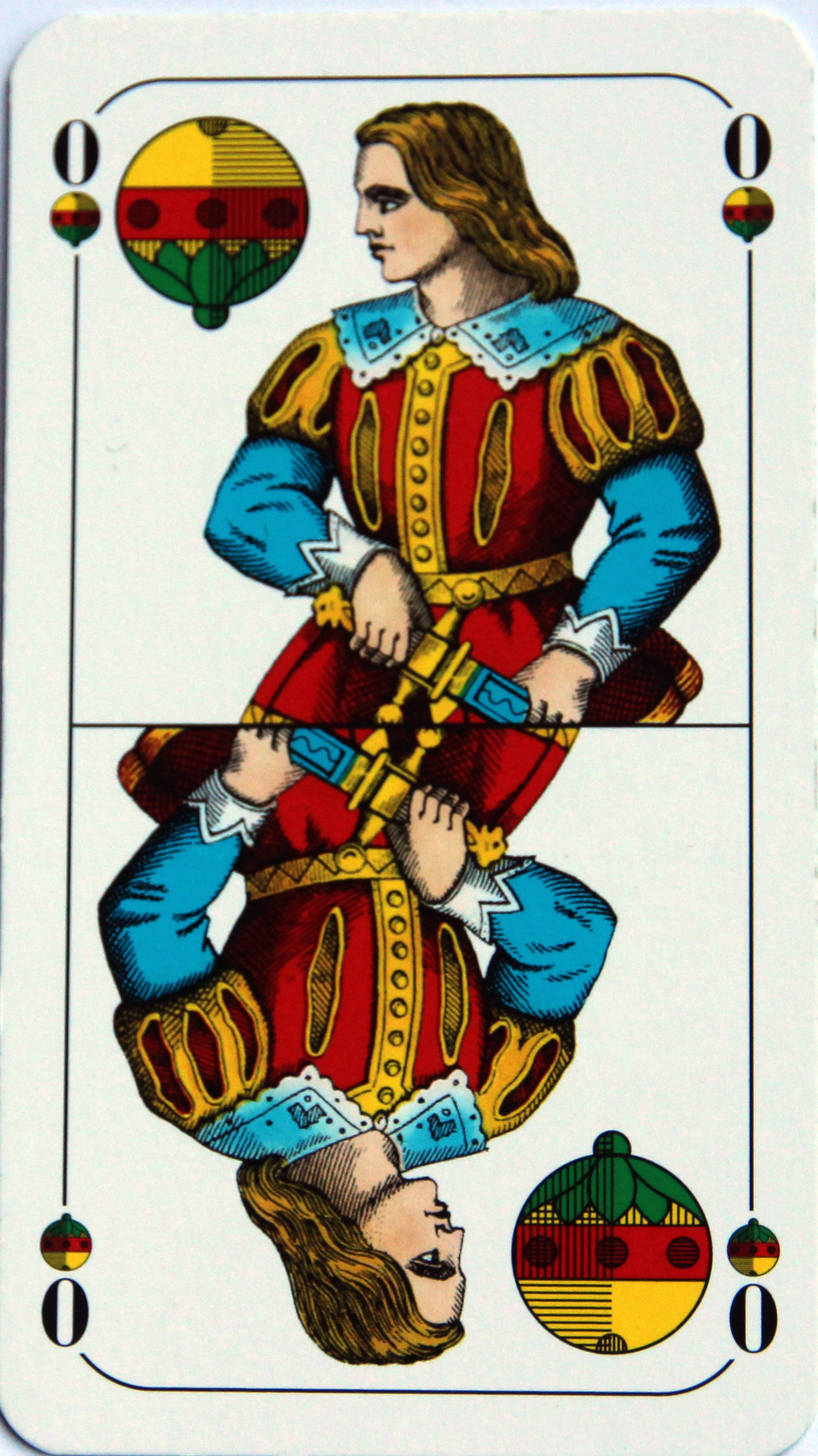
Wyżnik dzwonkowy

Wzór wirtemberski - stary rysunek

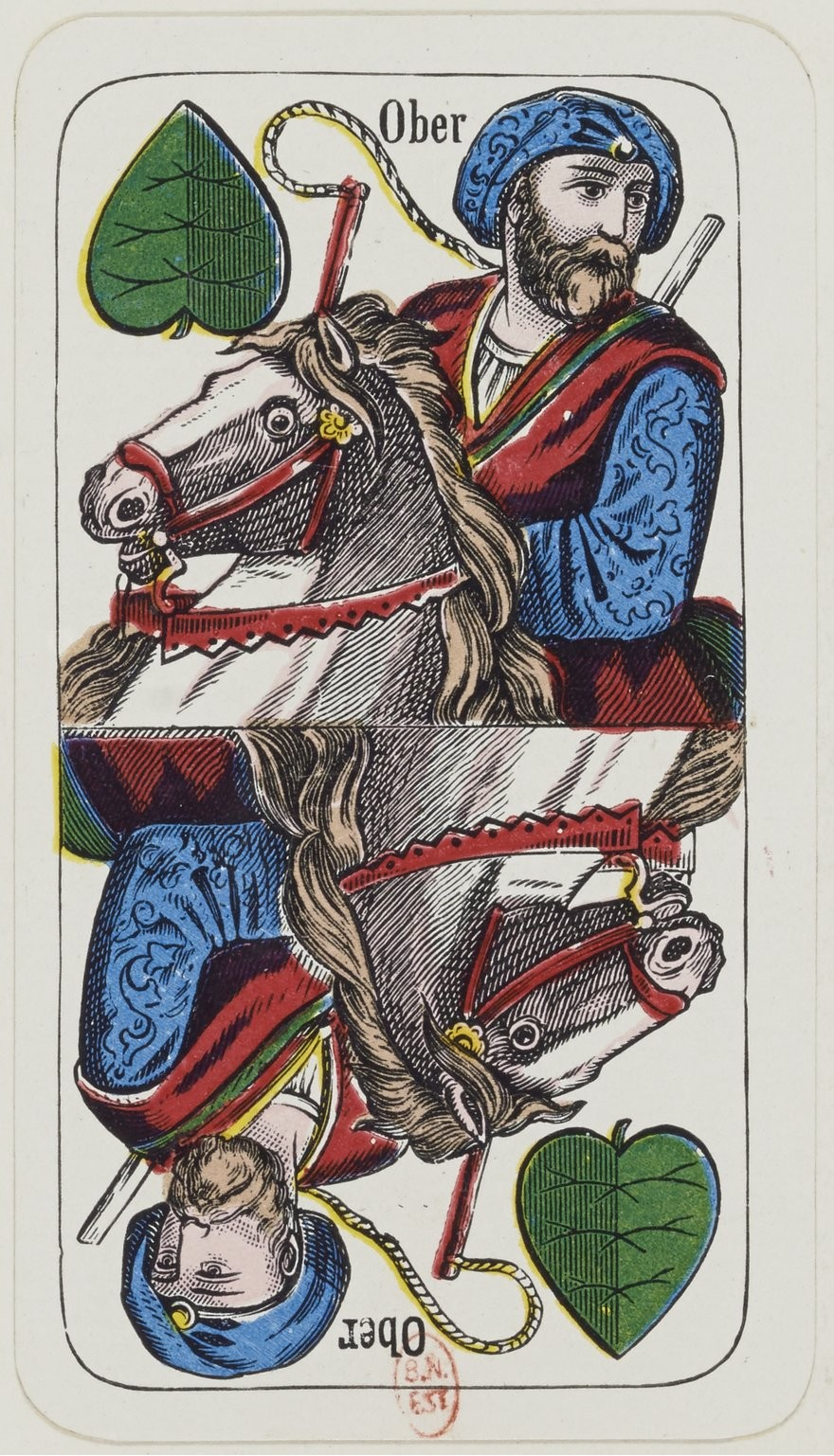
Wyżnik winny
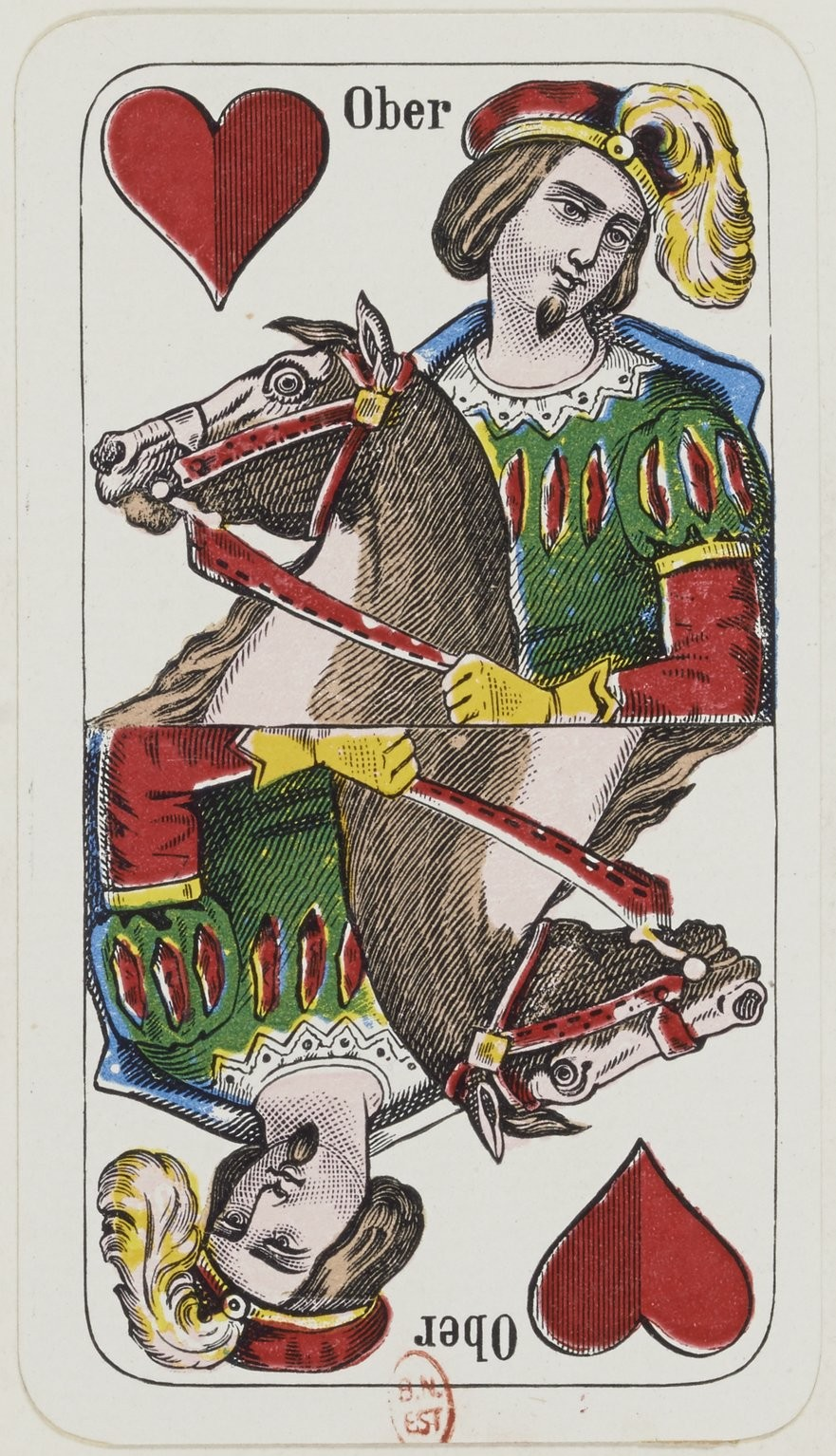
Wyżnik czerwienny
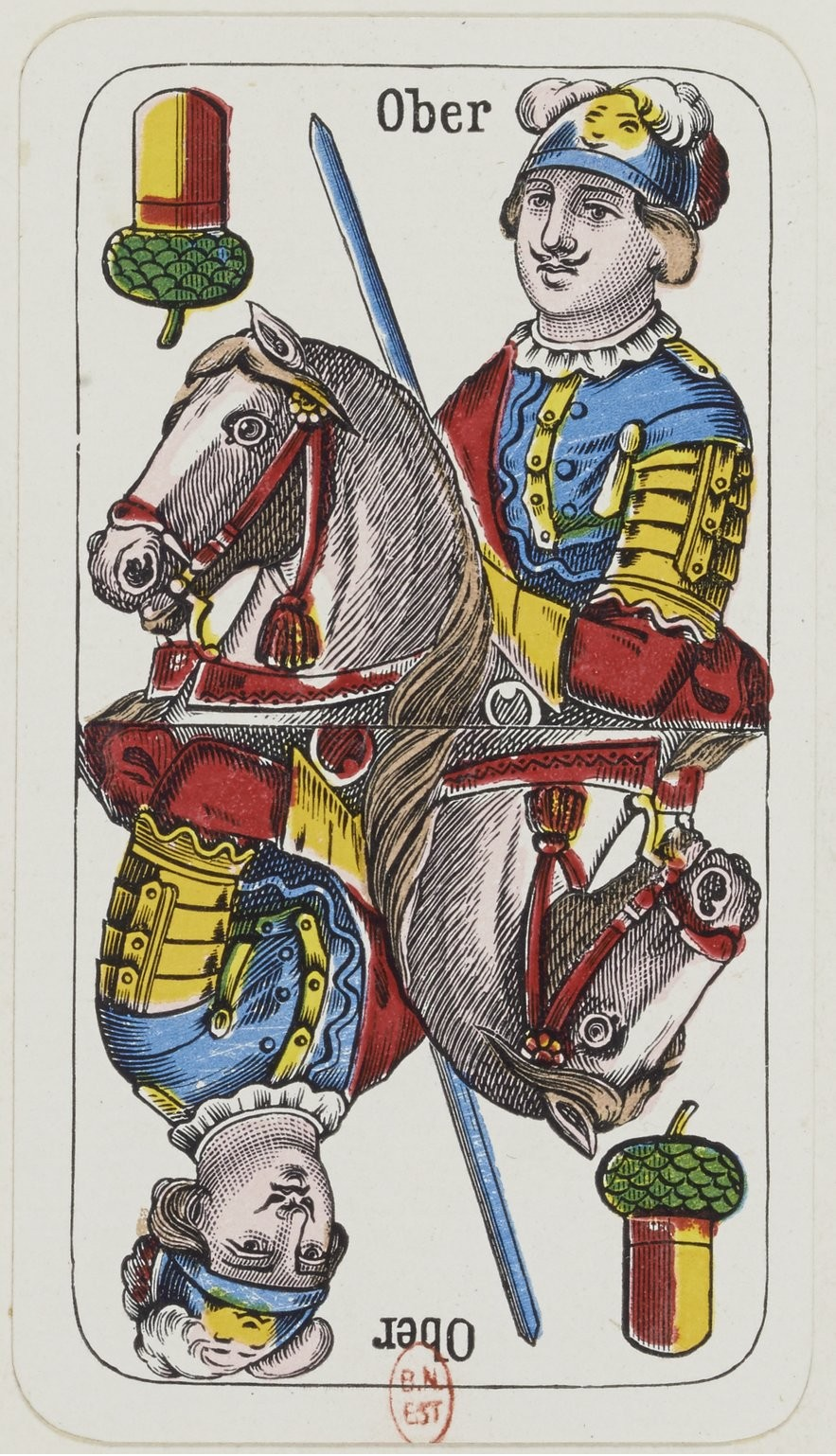
Wyżnik żołędny
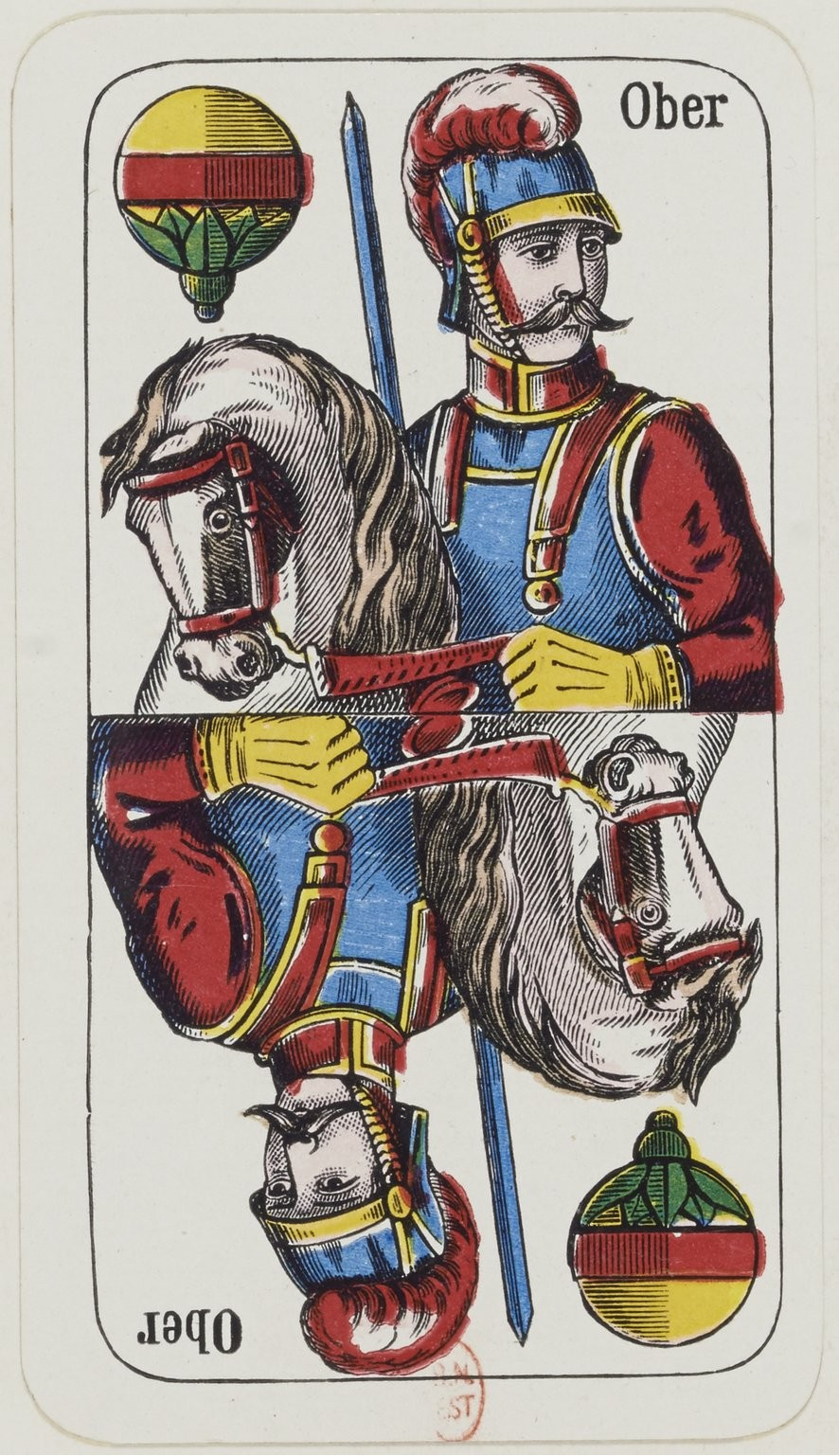
Wyżnik dzwonkowy

Wzór wirtemberski - nowy rysunek

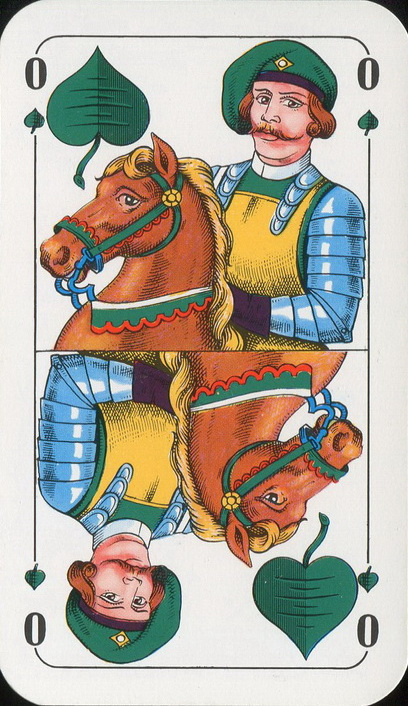
Wyżnik winny
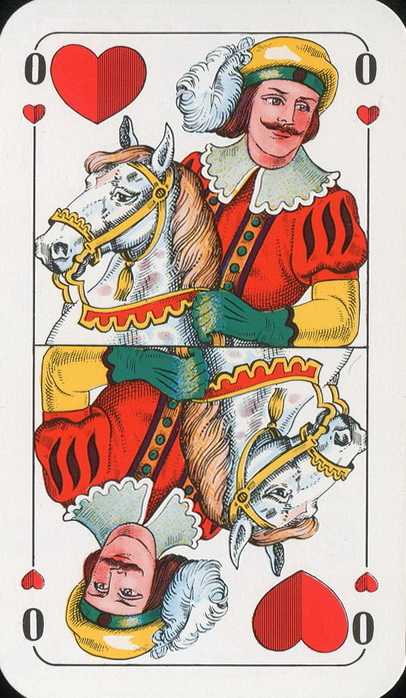
Wyżnik czerwienny
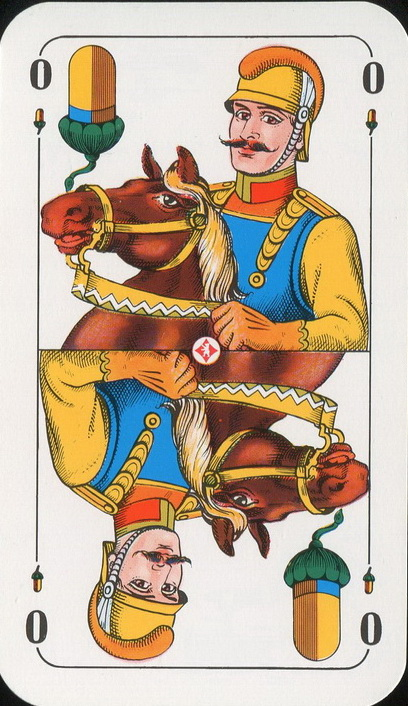
Wyżnik żołędny
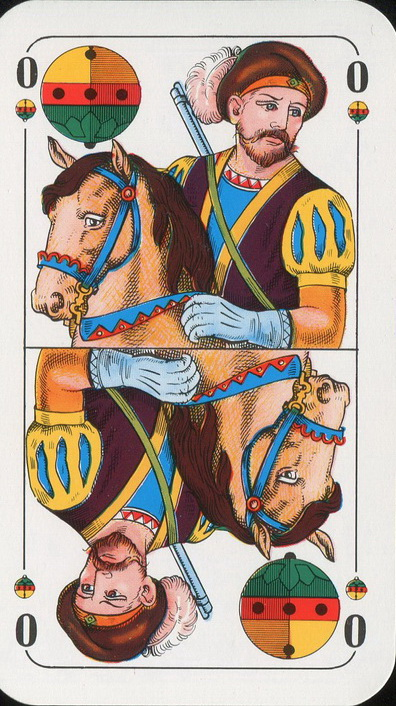
Wyżnik dzwonkowy

Wzór szwajcarski

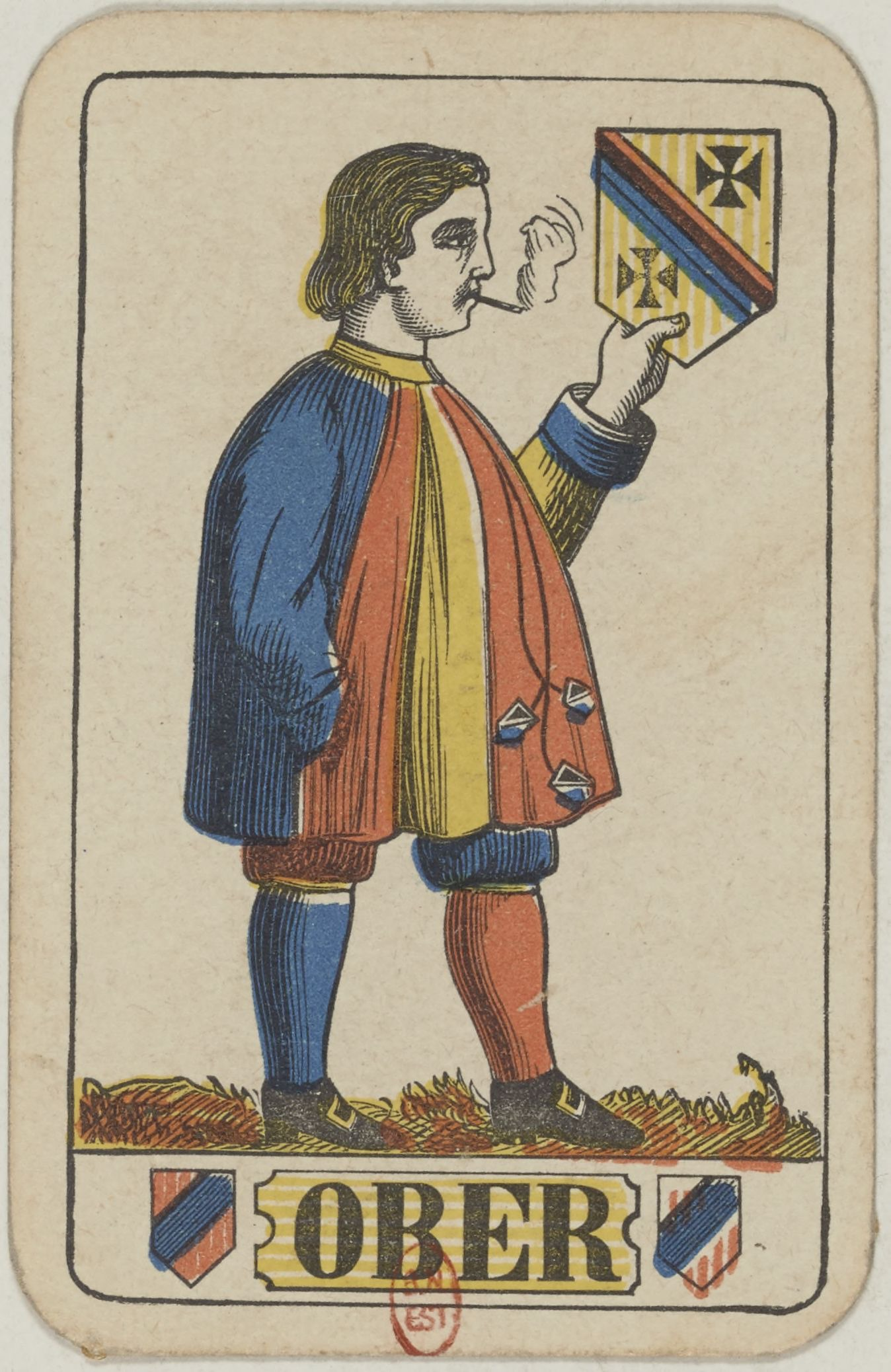
Wyżnik tarczy
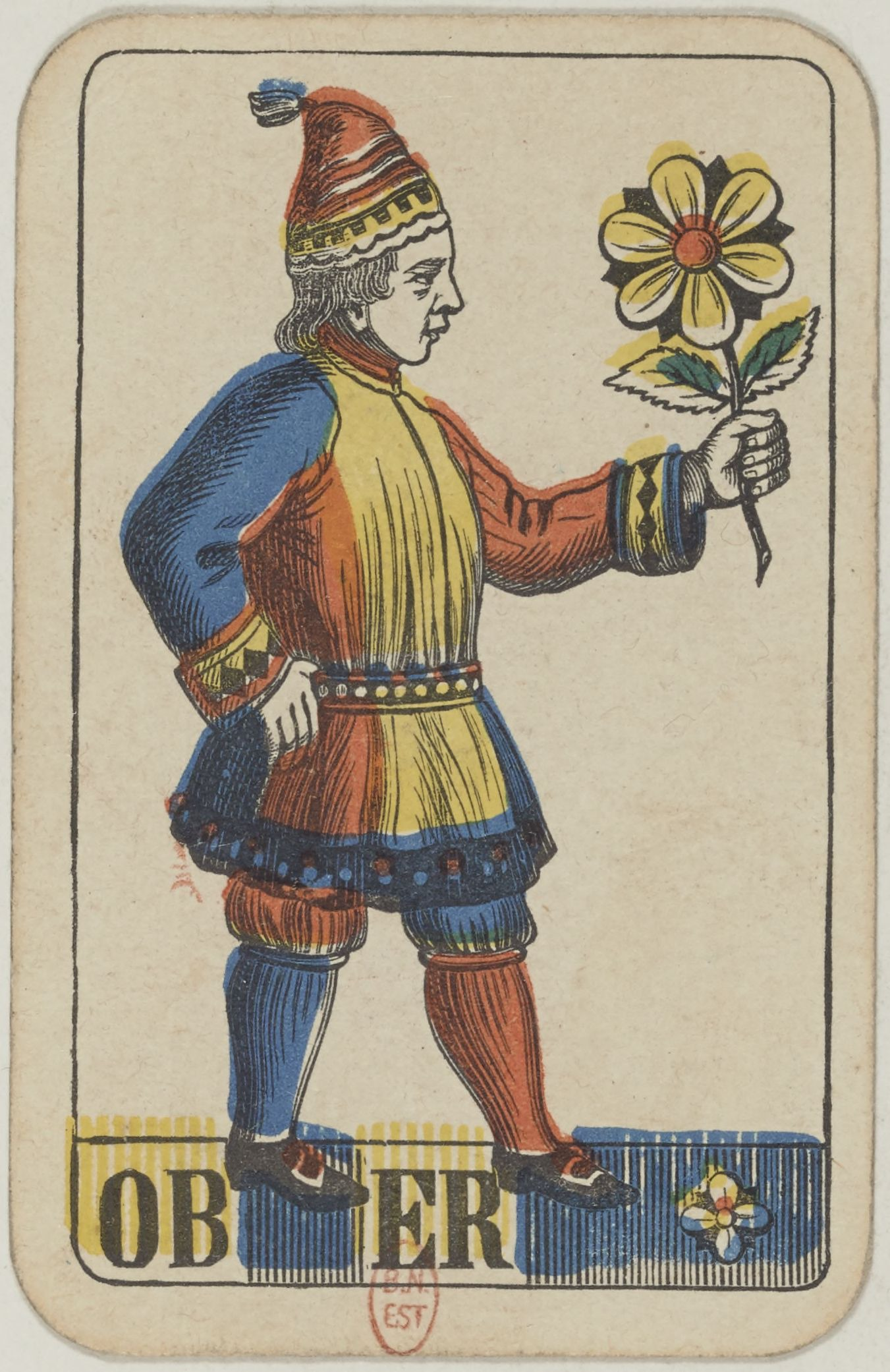
Wyżnik różany
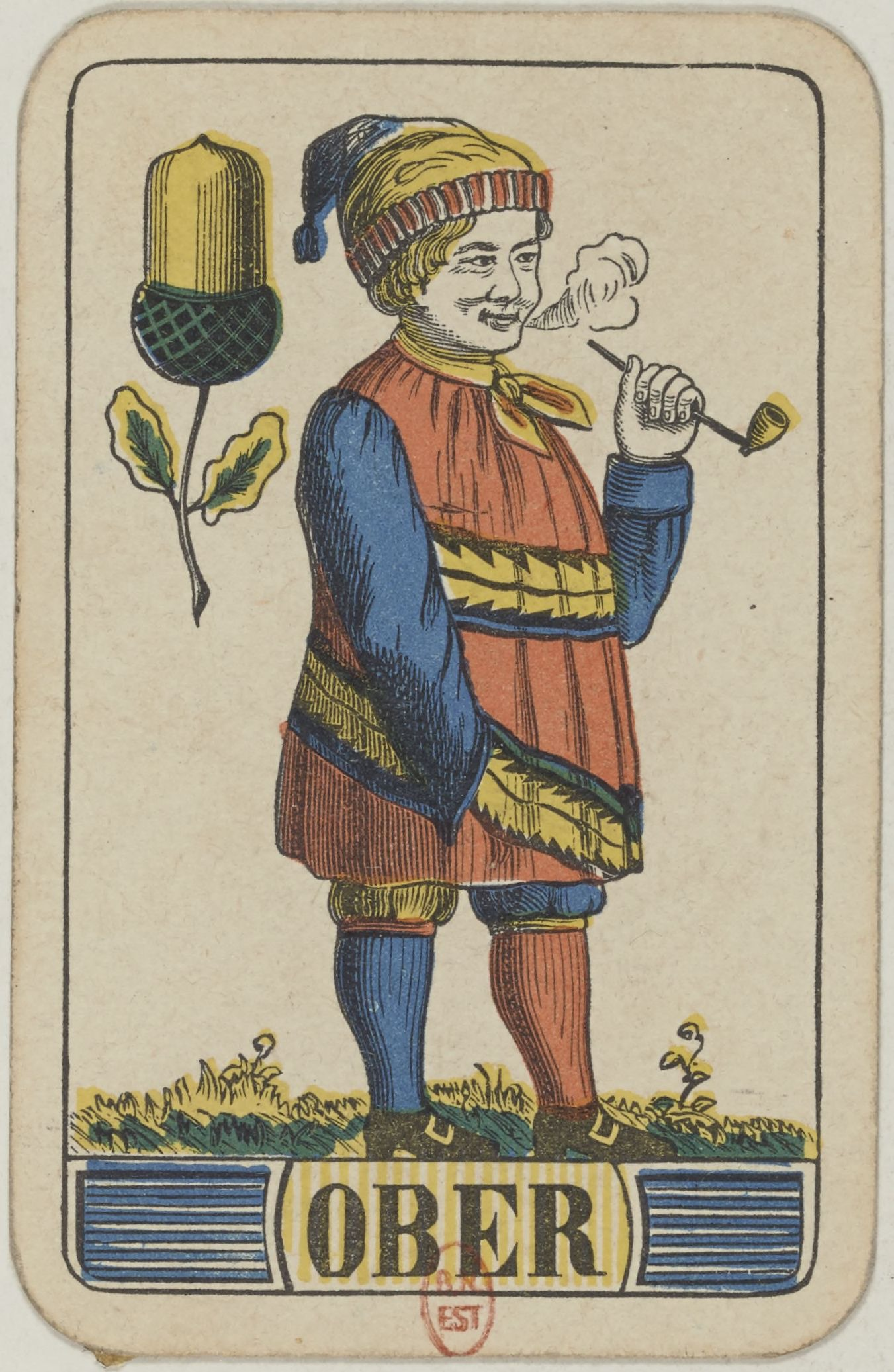
Wyżnik żołędny
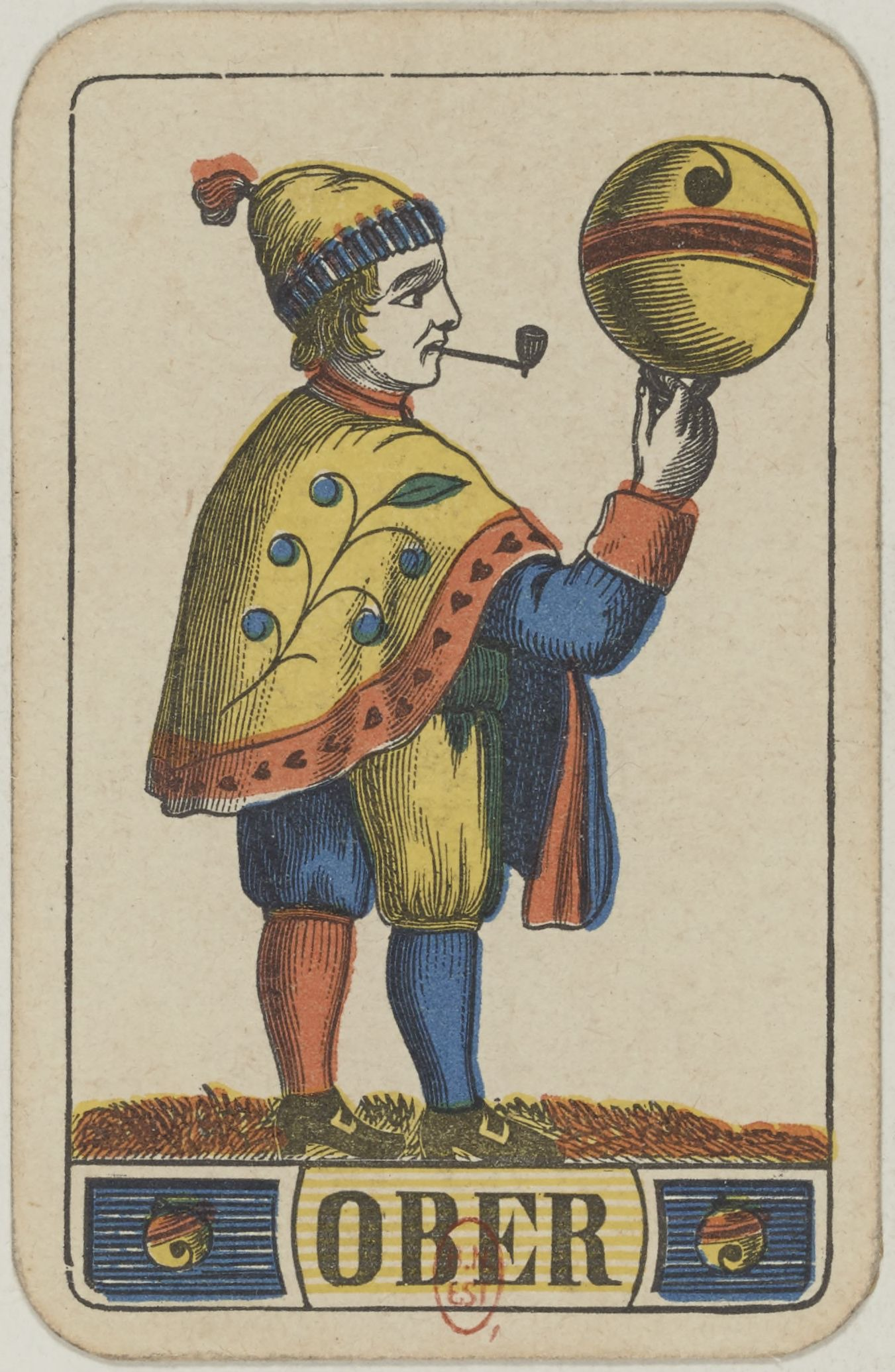
Wyżnik dzwonkowy